# Voetbalelftal van Bosnië en Herzegovina in 2003
Het Bosnisch voetbalelftal speelde in totaal zeven interlands in het jaar 2003, waaronder zes wedstrijden in de kwalificatiereeks voor de EK-eindronde 2004 in Portugal. De ploeg stond voor het tweede opeenvolgende jaar onder leiding van Blaž Slišković. Vier spelers kwamen in 2003 in alle zeven duels in actie, van de eerste tot en met de laatste minuut: Kenan Hasagić, Muhamed Konjić, Vedin Musić en Sergej Barbarez. Op de in 1993 geïntroduceerde FIFA-wereldranglijst steeg Bosnië in 2003 van de 88ste (januari 2003) naar de 59ste plaats (december 2003).

## Balans
| Wedstrijden | Wedstrijden | Wedstrijden | Wedstrijden | Doelpunten | Doelpunten | Doelpunten | Punten |
| Gespeeld    | Winst       | Gelijk      | Verlies     | Voor       | Tegen      | Saldo      | Punten |
| ----------- | ----------- | ----------- | ----------- | ---------- | ---------- | ---------- | ------ |
| 7           | 4           | 2           | 1           | 9          | 5          | +4         | 1.429  |

## Interlands
|                                                                 |                                     |       |                                     |                                                                                      |
| 12 februari Vriendschappelijk № 68 «onderlinge duels» 19:45 uur | Wales                               | 2 – 2 | Bosnië en Her.                      | Millennium Stadium, Cardiff Toeschouwers: 21.456 Scheidsrechter: David Malcolm (NIR) |
| 12 februari Vriendschappelijk № 68 «onderlinge duels» 19:45 uur | Robert Earnshaw 8' John Hartson 74' |       | 5' Elvir Baljić 64' Sergej Barbarez | Millennium Stadium, Cardiff Toeschouwers: 21.456 Scheidsrechter: David Malcolm (NIR) |

|                                                            |                                     |       |           |                                                                              |
| 29 maart EK-kwalificatie № 69 «onderlinge duels» 19:15 uur | Bosnië en Herz.                     | 2 – 0 | Luxemburg | Bilino Polje, Zenica Toeschouwers: 12.000 Scheidsrechter: Jouni Hyytiä (FIN) |
| 29 maart EK-kwalificatie № 69 «onderlinge duels» 19:15 uur | Elvir Bolić 53' Sergej Barbarez 79' |       |           | Bilino Polje, Zenica Toeschouwers: 12.000 Scheidsrechter: Jouni Hyytiä (FIN) |

|                                                 |            |                                      |                |                                                                             |
| 2 april EK-kwalificatie № 70 «onderlinge duels» | Denemarken | 0 – 2                                | Bosnië en Her. | Parken, Kopenhagen Toeschouwers: 30.845 Scheidsrechter: Anton Stredák (SVK) |
| 2 april EK-kwalificatie № 70 «onderlinge duels» |            | 23' Sergej Barbarez 29' Elvir Baljić |                | Parken, Kopenhagen Toeschouwers: 30.845 Scheidsrechter: Anton Stredák (SVK) |

|                                                |                                |       |                |                                                                               |
| 7 juni EK-kwalificatie № 71 «onderlinge duels» | Roemenië                       | 2 – 0 | Bosnië en Her. | Ion Oblemenco, Craiova Toeschouwers: 25.000 Scheidsrechter: Ruud Bossen (NED) |
| 7 juni EK-kwalificatie № 71 «onderlinge duels» | Adrian Mutu 46' Ioan Ganea 88' |       |                | Ion Oblemenco, Craiova Toeschouwers: 25.000 Scheidsrechter: Ruud Bossen (NED) |

|                                                     |                       |       |           |                                                                              |
| 6 september EK-kwalificatie № 72 «onderlinge duels» | Bosnië en Herz.       | 1 – 0 | Noorwegen | Bilino Polje, Zenica Toeschouwers: 18.000 Scheidsrechter: Stéphane Bre (FRA) |
| 6 september EK-kwalificatie № 72 «onderlinge duels» | Zlatan Bajramović 86' |       |           | Bilino Polje, Zenica Toeschouwers: 18.000 Scheidsrechter: Stéphane Bre (FRA) |

|                                                                |           |                     |                |                                                                                          |
| 10 september EK-kwalificatie № 73 «onderlinge duels» 19:00 uur | Luxemburg | 0 – 1               | Bosnië en Her. | Stade Josy Barthel, Luxemburg Toeschouwers: 3.500 Scheidsrechter: Costas Kapitanis (CYP) |
| 10 september EK-kwalificatie № 73 «onderlinge duels» 19:00 uur |           | 35' Sergej Barbarez |                | Stade Josy Barthel, Luxemburg Toeschouwers: 3.500 Scheidsrechter: Costas Kapitanis (CYP) |

|                                                    |                 |       |                      |                                                                                   |
| 11 oktober EK-kwalificatie № 74 «onderlinge duels» | Bosnië en Herz. | 1 – 1 | Denemarken           | Koševo Stadion, Sarajevo Toeschouwers: 35.500 Scheidsrechter: Graham Barber (ENG) |
| 11 oktober EK-kwalificatie № 74 «onderlinge duels» | Elvir Bolić 39' |       | 12' Martin Jørgensen | Koševo Stadion, Sarajevo Toeschouwers: 35.500 Scheidsrechter: Graham Barber (ENG) |

## FIFA-wereldranglijst
| JAN | FEB | MAR | APR | MEI | JUN | JUL | AUG | SEP | OKT | NOV | DEC |
| --- | --- | --- | --- | --- | --- | --- | --- | --- | --- | --- | --- |
| 88  | 87  | 88  | 72  | 72  | 75  | 80  | 77  | 58  | 53  | 54  | 59  |

## Statistieken
| Kenan Hasagić      | 1980-02-01 | FK Željezničar      | 7 | 0 | 0 | 7  | 0  |
| Verdediging        |            |                     |   |   |   |    |    |
| Muhamed Konjić     | 1970-05-14 | Coventry City       | 7 | 0 | 0 | 34 | 3  |
| Vedin Musić        | 1973-03-11 | FC Modena           | 7 | 0 | 0 | 29 | 0  |
| Mirsad Hibić       | 1973-10-11 | Atlético Madrid     | 6 | 0 | 0 | 35 | 0  |
| Bulend Biščević    | 1975-03-10 | FK Željezničar      | 3 | 3 | 0 | 11 | 0  |
| Džemal Berberović  | 1981-11-05 | VfL Osnabrück       | 3 | 1 | 0 | 4  | 0  |
| Emir Spahić        | 1980-08-18 | NK Zagreb           | 3 | 1 | 0 | 4  | 0  |
| Saša Papac         | 1980-02-07 | FC Kärnten          | 1 | 1 | 0 | 8  | 0  |
| Haris Alihodžić    | 1968-04-12 | FK Željezničar      | 1 | 0 | 0 | 2  | 0  |
| Middenveld         |            |                     |   |   |   |    |    |
| Vladan Grujić      | 1981-05-17 | 1. FC Köln          | 6 | 1 | 0 | 8  | 0  |
| Zlatan Bajramović  | 1979-08-12 | SC Freiburg         | 6 | 0 | 1 | 11 | 1  |
| Mirsad Bešlija     | 1979-07-06 | KRC Genk            | 5 | 2 | 0 | 14 | 1  |
| Mirko Hrgović      | 1979-02-05 | VfL Wolfsburg       | 3 | 4 | 0 | 7  | 0  |
| Hasan Salihamidžić | 1977-01-01 | Bayern München      | 3 | 0 | 0 | 32 | 4  |
| Jasmin Hurić       | 1972-09-14 | NK Posušje          | 1 | 0 | 0 | 4  | 0  |
| Dragan Blatnjak    | 1981-08-01 | Hajduk Split        | 0 | 2 | 0 | 3  | 0  |
| Siniša Mulina      | 1973-02-07 | FK Leotar Trebinje  | 0 | 2 | 0 | 3  | 0  |
| Nenad Mišković     | 1975-10-13 | Partizan Belgrado   | 0 | 1 | 0 | 7  | 0  |
| Admir Velagić      | 1975-10-19 | FK Velež Mostar     | 0 | 1 | 0 | 1  | 0  |
| Aanval             |            |                     |   |   |   |    |    |
| Sergej Barbarez    | 1971-09-17 | Hamburger SV        | 7 | 0 | 4 | 26 | 10 |
| Elvir Bolić        | 1971-10-10 | İstanbulspor        | 6 | 0 | 2 | 36 | 15 |
| Elvir Baljić       | 1974-07-08 | Galatasaray SK      | 3 | 1 | 2 | 31 | 4  |
| Mladen Bartolović  | 1977-04-10 | Dinamo Zagreb       | 0 | 1 | 0 | 1  | 0  |
| Nedim Halilović    | 1979-07-01 | NK Varteks Varaždin | 0 | 1 | 0 | 3  | 0  |
| Almir Turković     | 1970-11-03 | Hajduk Split        | 0 | 1 | 0 | 7  | 0  |

N/FS BiH · A-internationals · Bondscoaches · Statistieken · Bosnisch vrouwenelftal · Bosnië U23 · Bosnië U21 · Bosnië U19 · Bosnië U18 · Bosnië U17 · Bosnië U16
1995 – 1999 ·
2000 – 2009 ·
2010 – 2019 ·
2020 − 2029
WK 2014
1995 · 
1996 · 
1997 · 
1998 · 
1999 · 
2000 · 
2001 · 
2002 · 
2003 · 
2004 · 
2005 · 
2006 · 
2007 · 
2008 · 
2009 · 
2010 · 
2011 · 
2012 · 
2013 · 
2014 · 
2015 · 
2016 · 
2017 · 
2018 ·
2019 ·
2020 ·
2021 ·
2022 ·
2023 ·
2024
Albanië ·
Algerije ·
Andorra ·
Argentinië ·
Armenië ·
Azerbeidzjan ·
Bahrein ·
Bangladesh ·
België ·
Brazilië · 
Bulgarije ·
Chili ·
China ·
Costa Rica ·
Cyprus ·
Denemarken ·
Duitsland ·
Egypte ·
Engeland ·
Estland ·
Faeröer ·
Finland ·
Frankrijk ·
Georgië ·
Ghana ·
Gibraltar ·
Griekenland ·
Hongarije ·
Ierland · 
IJsland ·
Indonesië ·
Iran ·
Israël ·
Italië ·
Ivoorkust ·
Japan ·
Joegoslavië · 
Jordanië ·
Kazachstan ·
Koeweit ·
Kroatië ·
Letland ·
Liechtenstein ·
Litouwen ·
Luxemburg ·
Maleisië ·
Malta ·
Mexico ·
Moldavië ·
Montenegro ·
Nederland ·
Nigeria ·
Noord-Ierland ·
Noord-Macedonië ·
Noorwegen ·
Oekraïne ·
Oezbekistan ·
Oman ·
Oostenrijk ·
Paraguay ·
Polen ·
Portugal ·
Qatar ·
Roemenië ·
San Marino ·
Schotland ·
Senegal ·
Servië en Montenegro ·
Slovenië ·
Slowakije ·
Spanje ·
Tsjechië ·
Tunesië · 
Turkije ·
Verenigde Staten · 
Vietnam ·
Wales ·
Wit-Rusland ·
Zimbabwe ·
Zuid-Korea ·
Zweden ·
Zwitserland
Argentinië (2014) ·
Iran (2014) ·
Nigeria (2014)